# Дивед
Дивед (валл. Dyfed) — послеримское и раннесредневековое государство (скорее княжество, чем королевство) в Юго-Западном Уэльсе, существовавшее с 410 по 920 год.
Во времена, предшествовавшие римскому завоеванию Британии, юго-западный Уэльс населяло кельтское племя деметов, которое дало имя этому региону. Деметы не были воинственным народом и не оказали никакого сопротивления римлянам. Во времена правления римлян эта территория называлась Деметарум. Его главным городом был Моридунум (современный Кармартен).
В конце IV века, когда влияние Римской империи на положение дел в своих провинциях стало ослабевать, власть в Британии захватил полководец Магн Максим, которого кельты называли «Максен Император». В 383 году он предпринял попытку захвата власти во всей империи, а управлять Британией оставил своих сыновей. В частности, управление Деметией он поручил Антонию Донату, известному под кельтским именем Анун Динод.
После этого потомки Ануна Динода стали править в Деметии, Гарт-Мадрине, Гвенте и Гливисинге. Однако эта ветвь династии вскоре пресеклась. В 421 году король Клотрий умер, не оставив наследников мужского пола. Его единственная дочь была выдана замуж за Трифина Бородатого, одного из вождей ирландского племени десси, за сто лет до этого обосновавшегося на юге Уэльса и создавших на месте Гарт-Мадрина королевство Брихейниог. Ирландцам пришлось не по душе старое римское название королевства, и с начала V века Деметия стала называться Дивед, или Дивор.
Столицей государства был замок Дуиран, располагавшийся между Моридунумом и Каэр-Алуном, но деметский племенной центр был в Моридунуме.
О диведских королях известно мало. В середине VII века в результате удачного брака Гулидиен ап Ноуи присоединил к своим владениям Брихейниог, однако в начале VIII века эти королевства разделились вновь. Примерно в то же время Дивед начал подвергаться нападениям соседнего Кередигиона.
При короле Райне ап Кадугане, правившем в VIII веке, Дивед потерял Истрад-Тиви, отошедший к Кередигиону, в результате этого образовалось королевство Сейсиллуг. Оставшаяся часть Диведа некоторое время была известна как Рейнуг.
Период после смерти Трифина и до восхождения на престол Хивайда условно называется временем междуцарствия и правлением викингов. В 818 (819) году в Дивед совершил опустошительный набег Кенвульф Мерсийский. Неизвестно правил ли отец Хивайда, Бледри, как муж наследницы и отец наследника. Неясно, был ли Дивед захвачен викингами в течение шестидесяти или семидесяти лет, или же их рейды уничтожили все записи о правителях до Хивайда. В 870-х годах Хивайд пришёл к власти.
В начале X века короли Сейсиллуга окончательно добили ослабленный Дивед. Каделл ап Родри и его сын Хивел Добрый разбили последнего диведского короля Родри. Кроме того, Хивел женился на его племяннице Элен, таким образом узаконив захват власти. Унаследовав от старшего брата Сейсиллуг в 920 году, Хивел объединил два государства в королевство Дехейбарт.
В его честь названа область Дивед на спутнике Юпитера Европе.

## Список королей
Династия местная
- Пуилл (375?)
- Придери, сын предыдущего
- Гуарэ Уалт Афуин, сын предыдущего
- Сейтин Саиди, сын предыдущего
- Сейтенин, сын предыдущего

Династия Магна Максима
- Анун Динод ок. (с 383 года)
- Эднивед ап Анун ок. (?)
- Клидвин ап Эднивед (?)
- Клотри ап Клидвин ок. (?)
- Майлгун ап Клотри (?)

Династия Дейси
- Трифин Бородатый ок. (?) женат на Гулидере, дочери Клотри
- Айргол Длиннорукий ок. (умер около 527 года), его отец Эохайд ап Трифин
- Вортипор ок. (умер около 538 года), сын предыдущего или его кузен
- Кингар ап Гуртевир
- Маредид ап Райн Дремрит, узурпатор[12] (до 560 года)
- Педр ап Кингар ок. (?)
- Маредид Рейнугский, (умер около 598 года) сын Дивира, сына Алуна, сына Мейгена, сына Эохайда сына Трифина
- Артуир Педраг ок. (598-615)
- Ноуи Старый ок. (615—650)
- Гулитиен ап Ноуи ок. (650—670)
- Катен ап Гулитиен ок. (670—690)
- Кадуган ап Катен ок. (690—710)
- Райн ап Кадуган ок. (710—730)
- Теудос ап Райн ок. (730—760)
- Маредид ап Теудос ок. (760—798)
- Райн ап Маредид ок. (798—808)
- Оуайн ап Маредид (808—811)
- Трифин ап Райн (811—815)
- Иддон ап Трифин (815—872/876)[11]
- Хивайд ап Бледри (872—893)
- Лливарх ап Хивайд (893—904)
- Родри ап Хивайд (904—905)

Династия Диневур
- Каделл ап Родри (905—907[13]/909[14]/911[15])
- Хивел Добрый, сын и наследник предыдущего
- С 919[16]/914[17]/917[18] года часть Дехейбарта.